# 1788
| [ Edytuj tabelę ]                  | |
| Król Polski                        | - 1764 Stanisław August Poniatowski 1795                                                                                                  |
| Emir Afganistanu                   | - 1772 Timur Szah Durrani 1793 |
| Współksiążęta Andory               | - 1785 Josep de Boltas 1795 - 1774 Ludwik XVI 1792                                                                                        |
| Elektor Bawarii                    | - 1777 Karol Teodor 1799 |
| Sułtan Brunei                      | - 1762 Omar Ali Saifuddin I 1795 |
| Cesarz Chin                        | - 1735 Qianlong 1796 |
| Król Czech                         | - 1780 Józef II Habsburg 1790 |
| Król Danii                         | - 1766 Chrystian VII 1808 |
| Dalajlama                          | - 1758 Jamphel Gjaco 1804 |
| Król Francji                       | - 1774 Ludwik XVI 1792 |
| Król Gruzji                        | - 1762 Herakliusz II 1798 |
| Król Hiszpanii                     | - 1759 Karol III 1788 - 1788 Karol IV 1808                                                                                                |
| Stadhouder Holandii                | - 1751 Wilhelm V Orański 1795 |
| Szach Iranu                        | - 1785 Dżafar Chan 1789 |
| Państwo Wielkich Mogołów           | - 1759 Shah Alam II 1806 |
| Król Irlandii                      | - 1760 Jerzy III Hanowerski 1820 |
| Cesarz Japonii                     | - 1779 Kōkaku 1817 |
| Kalif                              | - 1773 Abdülhamid I 1789 |
| Prezydent Kongresu Kontynentalnego | - 1788 Cyrus Griffin 1788 |
| Patriarcha Konstantynopola         | - 1785 Prokopiusz I 1789 |
| Władca Korei                       | - 1776 Chŏngjo 1800 |
| Książę Kurlandii i Semigalii       | - 1769 Piotr Biron 1795 |
| Emir Kuwejtu                       | - 1762 Abd Allah I 1814 |
| Książę Liechtensteinu              | - 1781 Alojzy I 1805 |
| Sułtan Maroka                      | - 1757 Muhammad III 1790 |
| Książę Monako                      | - 1733 Honoriusz III 1793 |
| Król Nawarry                       | - 1774 Ludwik XVI 1791 |
| Król Nepalu                        | - 1777 Rana Bahadur 1799 |
| Król Norwegii                      | - 1784 Fryderyk VI 1814 |
| Sułtan Omanu                       | - 1786 Hamid ibn Sa’id 1792 |
| Elektor Palatynatu                 | - 1742 Karol IV Teodor 1799 |
| Papież                             | - 1775 Pius VI 1799 |
| Książę Parmy i Piacenzy            | - 1765 Ferdynand 1802 |
| Król Portugalii                    | - 1777 Maria I 1816 |
| Król Prus                          | - 1786 Fryderyk Wilhelm II 1797 |
| Car Rosji                          | - 1762 Katarzyna II Wielka 1796 |
| Cesarz Rzymski (niemiecki)         | - 1765 Józef II Habsburg 1790 |
| Kapitanowie Regenci San Marino     | - 1787 Francesco Onofri Francesco Tini 1788 - 1788 Giambattista Bonelli Giovanni Filippi 1788 - 1788 Francesco Begni Filippo Fazzini 1789 |
| Elektor Saksonii                   | - 1763 Fryderyk August III 1806 |
| Król Sardynii                      | - 1773 Wiktor Amadeusz III 1796 |
| Król Szwecji                       | - 1771 Gustaw III 1792 |
| Król Tajlandii                     | - 1782 Buddha Yodfa Chulalok 1809 |
| Sułtan Turków                      | - 1774 Abdülhamid I 1789 |
| Doża Wenecji                       | - 1779 Paolo Renier 1789 |
| Król Węgier                        | - 1780 Józef II 1790 |
| Monarcha Wielkiej Brytanii         | - 1760 Jerzy III 1820 |
| Premier Wielkiej Brytanii          | - 1783 William Pitt Młodszy 1801 |
| Cesarz Wietnamu                    | - 1778 Thái Đức 1788 - 1788 Quang Trung 1792                                                                                              |

Rok 1788 / MDCCLXXXVIII
stulecia: XVII wiek ~
XVIII wiek ~
XIX wiek

lata: 1778 «
1783 «
1784 «
1785 «
1786 «
1787 «
1788
» 1789
» 1790
» 1791
» 1792
» 1793
» 1798

## Wydarzenia w Polsce
- 19 stycznia – uruchomienie pierwszej w Polsce maszyny parowej, służącej do odwadniania kopalni w Tarnowskich Górach.
- 8 maja – wolnomularska loża Katarzyny pod Gwiazdą Północną została przemianowana na Stanisława Augusta pod Gwiazdą Północną.
- 6 września – w Warszawie otwarto Teatr Stanisławowski.
- 14 września – odsłonięto pomnik Jana III Sobieskiego w Warszawie.
- 6 października – otwarcie Sejmu Czteroletniego, którego dokonali marszałkowie Stanisław Małachowski i Kazimierz Nestor Sapieha.
- 9 grudnia – Sejm Czteroletni powołał Niezależną Deputację Spraw Zagranicznych.

## Wydarzenia na świecie
- 1 stycznia – ukazała się po raz pierwszy londyńska gazeta The Times.
- 2 stycznia – Stany Zjednoczone: Georgia jako czwarty stan ratyfikowała amerykańską konstytucję.
- 9 stycznia:
  - Stany Zjednoczone: Connecticut jako 5 stan dołączyło do Unii.
  - słowacka Czadca otrzymała prawa miejskie.
- 18 stycznia – pierwsi więźniowie przybyli do brytyjskiej kolonii karnej Botany Bay w Australii.
- 26 stycznia – po przybyciu do wybrzeży Australii Arthur Phillip, dowódca konwoju zesłanych do kolonii więźniów, wyładował ich na brzeg i założył osadę - w miejscu której powstało miasto Sydney. Na pamiątkę tego wydarzenia, dzień 26 stycznia ustanowiono świętem narodowym Australii.
- 6 lutego – Stany Zjednoczone: Massachusetts jako 6. stan przystąpił do Unii.
- 9 lutego – VIII wojna austriacko-turecka: Austria wypowiedziała wojnę Turcji.
- 6 marca – na brytyjską wyspę Norfolk na Pacyfiku przypłynęło pierwszych 22 osadników, w tym 15 skazańców.
- 21 marca – pożar Nowego Orleanu.
- 28 kwietnia – Stany Zjednoczone: Maryland jako 7 stan wstąpił do Unii.
- 23 maja – Stany Zjednoczone: Karolina Południowa jako 8. stan przystąpiła do Unii.
- 7 czerwca – we francuskim Grenoble zebrani na jarmarku chłopi zaatakowali wojsko przy użyciu dachówek (tzw. dzień dachówek).
- 9 czerwca – w Londynie założono Brytyjskie Towarzystwo Afrykańskie.
- 20 czerwca – w Danii zniesiono poddaństwo.
- 21 czerwca – Stany Zjednoczone: New Hampshire jako 9 stan dołączyło do Unii.
- 25 czerwca – Stany Zjednoczone: Wirginia jako 10. stan wstąpiła do Unii.
- 27 czerwca – wybuchła wojna rosyjsko-szwedzka.
- 17 lipca – wojna rosyjsko-szwedzka: bitwa morska pod Goglandem.
- 25 lipca – w Wiedniu odbyła się premiera 40. Symfonii "Wielkiej" Wolfganga Amadeusa Mozarta.
- 26 lipca – Stany Zjednoczone: stan Nowy Jork ratyfikował konstytucję Stanów Zjednoczonych i został 11 stanem USA.
- 22 sierpnia – Brytyjczycy założyli kolonię Sierra Leone, w której osiedlano dawnych niewolników.
- 27 listopada – 11 statków więziennych ze skazańcami-osadnikami przypłynęło do Port Jackson w Australii (obecnie Sydney).
- 14 grudnia – Karol IV został królem Hiszpanii.

- Wydano austriacką Powszechną Ordynację Kryminalną.

## Urodzili się
- 22 stycznia – George Byron, angielski poeta okresu romantyzmu (zm. 1824)
- 5 lutego – Robert Peel sir, polityk brytyjski (zm. 1850)
- 22 lutego – Arthur Schopenhauer, filozof niemiecki (zm. 1860)
- 28 lutego - Ezekiel Forman Chambers, amerykański polityk, senator ze stanu Maryland (zm. 1867)
- 29 lutego - John Selby Spence, amerykański polityk, senator ze stanu Maryland (zm. 1840)
- 10 marca – Joseph von Eichendorff, poeta niemiecki epoki romantyzmu (zm. 1857)
- 19 marca - Józef Wiśniewski, polski major kawalerii (zm. 1834)
- 23 kwietnia – Elżbieta Sanna włoska tercjarka, błogosławiona katolicka (zm. 1857)
- 16 maja – Friedrich Rückert, niemiecki poeta, tłumacz, profesor języków orientalnych (zm. 1866)
- 23 maja – Dezydery Chłapowski, polski generał powstania listopadowego, działacz gospodarczy, prekursor pracy organicznej (zm. 1879)
- 3 września - Aleksandra Franciszka Rzewuska, rosyjska arystokratka, artystka i pisarka (zm. 1865)
- 11 października – Simon Sechter, austriacki teoretyk muzyki, kompozytor i pedagog (zm. 1867)
- 14 października – Edward Sabine, angielski astronom, geodeta (zm. 1883)

data dzienna nieznana: 
- Teresa Yi Mae-im, koreańska męczennica, święta katolicka (zm. 1839)

## Zmarli
- 31 stycznia – Karol Edward Stuart zwany Bonnie Prince Charlie, pretendent do tronu Szkocji, wnuk Jakuba II i prawnuk Jana III Sobieskiego (ur. 1720)
- 9 lutego – Jakub Abbondo, włoski duchowny katolicki, błogosławiony (ur. 1720)
- 16 lutego – Marian Arciero, włoski duchowny katolicki, błogosławiony (ur. 1707)
- 29 marca – Charles Wesley, angielski teolog, autor pieśni religijnych (ur. 1707)
- 8 maja – Giovanni Antonio Scopoli, włoski lekarz i naturalista (chemik, mineralog, botanik, entomolog) (ur. 1723)
- 2 sierpnia – Thomas Gainsborough, angielski malarz (ur. 1727)
- 14 grudnia – Carl Philipp Emanuel Bach, niemiecki kompozytor, syn Johanna Sebastiana Bacha (ur. 1714)
- 14 grudnia – Karol III Burbon, król Hiszpanii, Neapolu i Sycylii (ur. 1716)
- 22 grudnia – Percivall Pott, angielski chirurg (ur. 1714)

data dzienna nieznana: 
- Jean-François de La Pérouse, francuski oficer marynarki, żeglarz i odkrywca (ur. 1741)

## Święta ruchome
- Tłusty czwartek: 31 stycznia
- Ostatki: 5 lutego
- Popielec: 6 lutego
- Niedziela Palmowa: 16 marca
- Wielki Czwartek: 20 marca
- Wielki Piątek: 21 marca
- Wielka Sobota: 22 marca
- Wielkanoc: 23 marca
- Poniedziałek Wielkanocny: 24 marca
- Wniebowstąpienie Pańskie: 1 maja
- Zesłanie Ducha Świętego: 11 maja
- Boże Ciało: 22 maja